# L'Étrange Histoire de Benjamin Button (nouvelle)
 (juillet 2021).
- Si vous ne connaissez pas le sujet, laissez ce bandeau (vous pouvez alors contacter les auteurs).
- Si vous supprimez le contenu mis en cause (vous pouvez préalablement contacter les auteurs),

argumentez précisément cette suppression dans la page de discussion
(un manque de référence n'est pas un argument ; une recherche réelle de référence doit avoir été effectuée, être formellement documentée).
Pour le film du même nom, voir L'Étrange Histoire de Benjamin Button
L'Étrange Histoire de Benjamin Button (The Curious Case of Benjamin Button) est une nouvelle fantastique de Francis Scott Fitzgerald, d'abord publiée dans Colliers Magazine le 27 mai 1922, avant de figurer dans l'anthologie de nouvelles Tales of the Jazz Age. En développement pendant de nombreuses années par le patron de studio Ray Stark, les droits furent cédés par la Ray Stark Estate pour l'adaptation du film du même nom réalisé par David Fincher.

## Résumé
En 1860, dans le Baltimore d'avant-guerre, Mr. et Mrs. Roger Button occupent une situation enviable. Leur enfant à venir s'apprête à voir le jour dans l'hôpital de la ville. Mais celui-ci, qu'ils baptiseront Benjamin, ne correspond pas à leur légitime attente. L'enfant naît avec l'apparence d'un homme de 70 ans. Les premières années seront difficiles pour l'enfant ridé et rejeté par tous, jusqu'à l'université qui refuse son inscription.
Mais le temps semble atténuer ses souffrances et son corps rajeunit de jour en jour. Alors qu'il paraît avoir 50 ans, il fait la rencontre de la jeune Hildegarde Moncrief, attirée par les hommes mûrs. L'attirance est mutuelle et le mariage ne tarde pas. La petite famille s'agrandit avec l'arrivée de Roscoe mais la tension s'installe aussi dans le couple. Tandis qu'elle vieillit naturellement, Benjamin gagne en jeunesse physique et se livre aux occupations frivoles après avoir combattu lors de la Guerre hispano-américaine.
À présent accepté par l'université, il y devient vite une vedette par ses exploits sportifs. Mais sa croissance inversée ne s'arrête pas à cette période dorée et l'enfance le guette. Voulant à nouveau s'engager dans la guerre, il est logiquement refusé et doit se résigner à rejoindre les jeunes enfants auxquels il ressemble à présent. Dans le jardin d'enfants, il découvre les plaisirs simples et l'arôme du lait qu'on lui donne sera son dernier souvenir…

## Narrateur
- Le narrateur est omniscient car il connaît les personnages par l’extérieur et par l'intérieur.
- Le narrateur n’est pas neutre. Il dit qu’il va nous raconter une histoire et nous laissera seuls juges, pourtant tout au long de la nouvelle il fait des commentaires, des jugements, donne son opinion, fait de l’humour et de l’ironie.

## Benjamin et son rapport avec le temps
Il est toujours en décalage par rapport aux autres et à lui-même. Quand il naît, il a le physique d’un homme de 70 ans, ce qui fait de lui quelqu'un de différent dès sa naissance (et vaut à la progéria d'être surnommée « syndrome de Benjamin Button »). De plus il a conscience d'être la seule personne au monde à vivre cet étrange phénomène car il a fait des recherches. Il doit affronter les regards des autres. Son père le rejette au début. Sa femme pense qu’il fait exprès de rajeunir et sa fille ne le connaît pas.

## Les hypothèses données pour sa maladie
Différentes explications sont données :
- Benjamin Button : Il consulte des revues médicales mais ne trouve rien, pas de réponses.
- Narrateur : Il croit que c’est un anachronisme, car selon lui, la mère de Benjamin aurait dû accoucher à la maison, ce qui était plus courant à l’époque (trop en avance par rapport à leur temps).
- Sa femme/son fils : Ils croient qu’il abuse des bains de jouvence.
- Gens du village et autres : Que Benjamin est le père de son père ; que c’est le frère de son père ; que c’est le frère de son père mais qu’il a passé 40 ans en prison ; que c’est l’incarnation du diable ; que c’est un bandit très recherché.

## Traductions
- L'Étrange Histoire de Benjamin Button, traduit par Suzanne Mayoux, in Les Enfants du jazz, Gallimard, 1967
- L'Étrange Histoire de Benjamin Button, traduit par Dominique Lescanne, Pocket, 2009
- L'Étrange Histoire de Benjamin Button, traduit par Véronique Béghain, in Romans, nouvelles et récits, tome 1, Gallimard, 2012
- L'Étrange Histoire de Benjamin Button, traduit par Audrey Fournier et Malika Baaziz, Tendance Négative, coll. « Bonnes nouvelles », 2017

## Adaptation
En 2008, David Fincher réalise une adaptation avec Brad Pitt dans le rôle-titre et Cate Blanchett. L'histoire diffère grandement de celle du livre. Seuls le titre, le nom du héros et le processus de rajeunissement demeurent.